# Alte Fischräucherei Eckernförde
Die Alte Fischräucherei Eckernförde ist ein unter den Objekt-Nummern 7132 und 19154 denkmalgeschütztes Gebäudeensemble in Eckernförde im Kreis Rendsburg-Eckernförde (Schleswig-Holstein). In ihm befindet sich ein Fischräucherei-Museum. Dieses soll an die Geschichte Eckernfördes als bedeutenden Standort des Fischräuchereigewerbes und als Herstellungsort der Kieler Sprotte erinnern. Das Konzept wird als Erlebnisräucherei beschrieben, da die Räucherei im Minimalbetrieb wieder in Funktion ging und ein regelmäßiges Schauräuchern stattfindet. Träger ist der Förderverein Alte Fischräucherei e.V.

## Liegenschaft
Das Museum erstreckt sich über das gesamte Grundstück der ehemaligen Räucherei Hopp (1920–1961), die 2004/2005 als Gesamtensemble unter Denkmalschutz gestellt wurde. Das Gebäude am Jungfernstieg 41 entstand 1912/13 nach Plänen der Architekten Wilhelm Kruckau und Carl Reiss; die Ergänzung um die Räuchereibauten zur Gudewerdtstraße hin fand 1920 statt.
Das Ensemble besteht aus:
- dem ehemaligen Wohnhaus der Familie Hopp (1912/13) im Jungfernstieg 41
- dem Hauptgebäude (1920) in der Gudewerdtstraße 71, bestehend im Erdgeschoss aus Expeditionsraum, Räucherraum, Aufsteckraum, Brühraum und Lager; und im ersten Stock aus: Kontor, Boden und Wohnung des Prokuristen
- dem dazwischenliegenden Grundstück, auf dem ein Schuppen mit sanitären Anlagen steht, der früher als Kohlenlager, Waschküche und „Aufenthaltsraum für Frauen“ diente
- einer 1921 zugekauften, nördlich angrenzenden Fläche zwischen Jungfernstieg 43 und Gudewerdtstraße 69, auf dem Räucherei Hopp Pferdestall, Plumpsklo und Holzschuppen bauen ließ
- einem 1925 zugekauften, südlich angrenzenden Gartengrundstück, das vom Schnittersgang zugänglich und unbebaut ist

## Geschichte des Museums
Eckernförde war über Jahrhunderte von der Fischerei und der fischverarbeitenden Industrie geprägt. Seit 1769 gab es im Stadtgebiet auf mindestens 60 Standorten Räuchereien. 1922 waren 535 Personen in den Eckernförder Räuchereien beschäftigt. Das Jahr 1925 stellt einen Höhepunkt dar: damals befanden sich im Stadtgebiet 37  Betriebe. Seitdem ist die Zahl der Eckernförder Räuchereien rückläufig. 1934 gab es noch 18 Betriebe, 1991 noch vier und seit 1999 nur noch einen.
In Anbetracht des ehemalig hohen Stellenwertes dieses Gewerbes gab es mehrere Bestrebungen, ein letztes Zeugnis dieser Zeit zu erhalten. Ein erster Versuch in den Jahren 2003/2004, die ehemalige Räucherei Föh zu einem Museum zu machen, misslang.
Der Erfolg dieser Bemühungen stellte sich erst 2012 ein, als der 2009 gegründete Förderverein Alte Fischräucherei e.V. mit Hilfe der Stadt Eckernförde die ehemalige Fischräucherei Hopp in der Gudewerdtstraße erwerben konnte. Diese ist eine der zwei letzten, noch in der gesamten Gebäudestruktur mit Altonaer Öfen erhaltenen Eckernförder Räuchereien. Die Gebäude wurden anschließend hauptsächlich in Eigenleistung der Vereinsmitglieder renoviert und für den Museumsbetrieb vorbereitet. Die Eröffnung des Museums fand 2012 statt; seit 2016 läuft das Museum in Vollbetrieb.

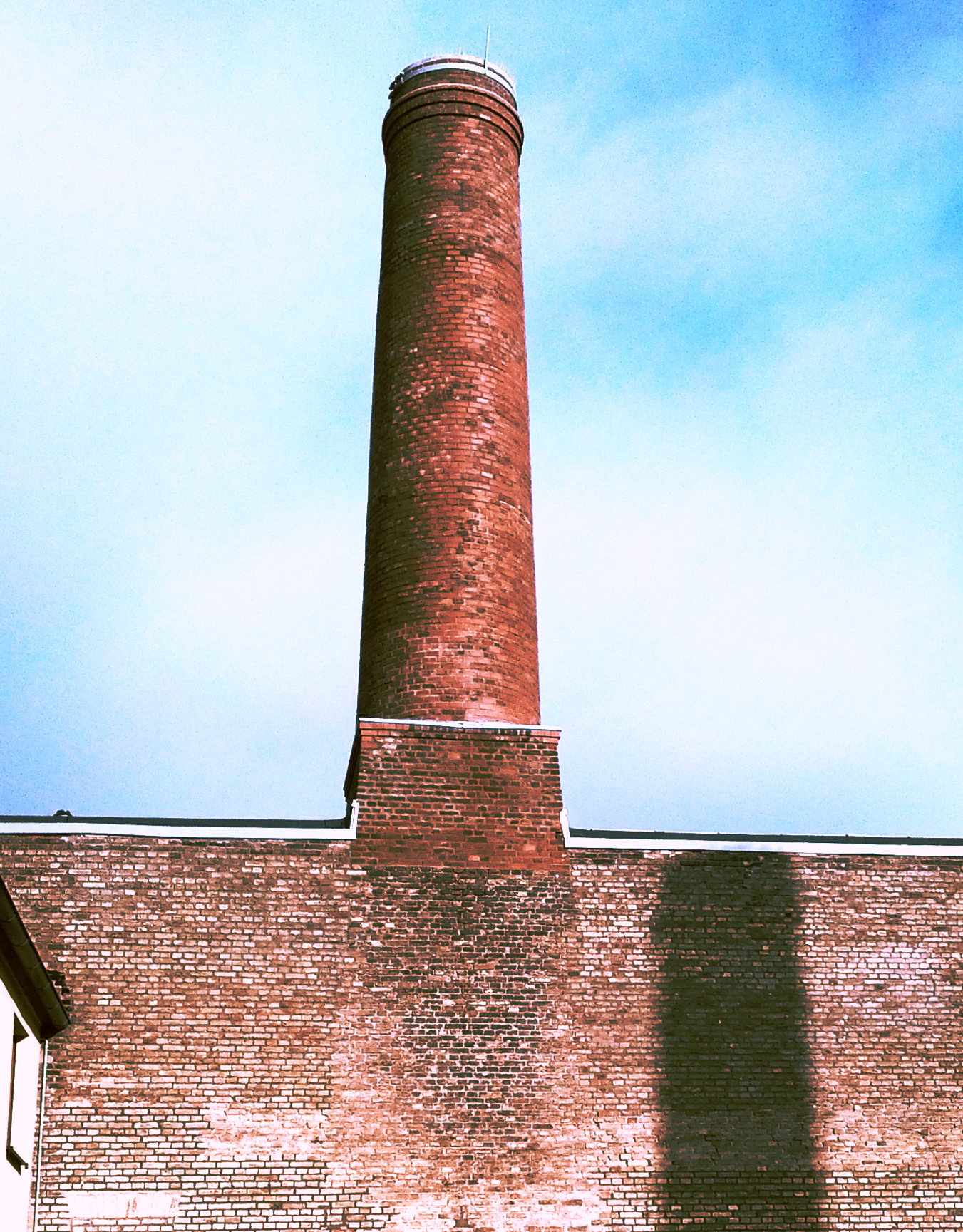
Der Schornstein nach der Renovierung (2013)
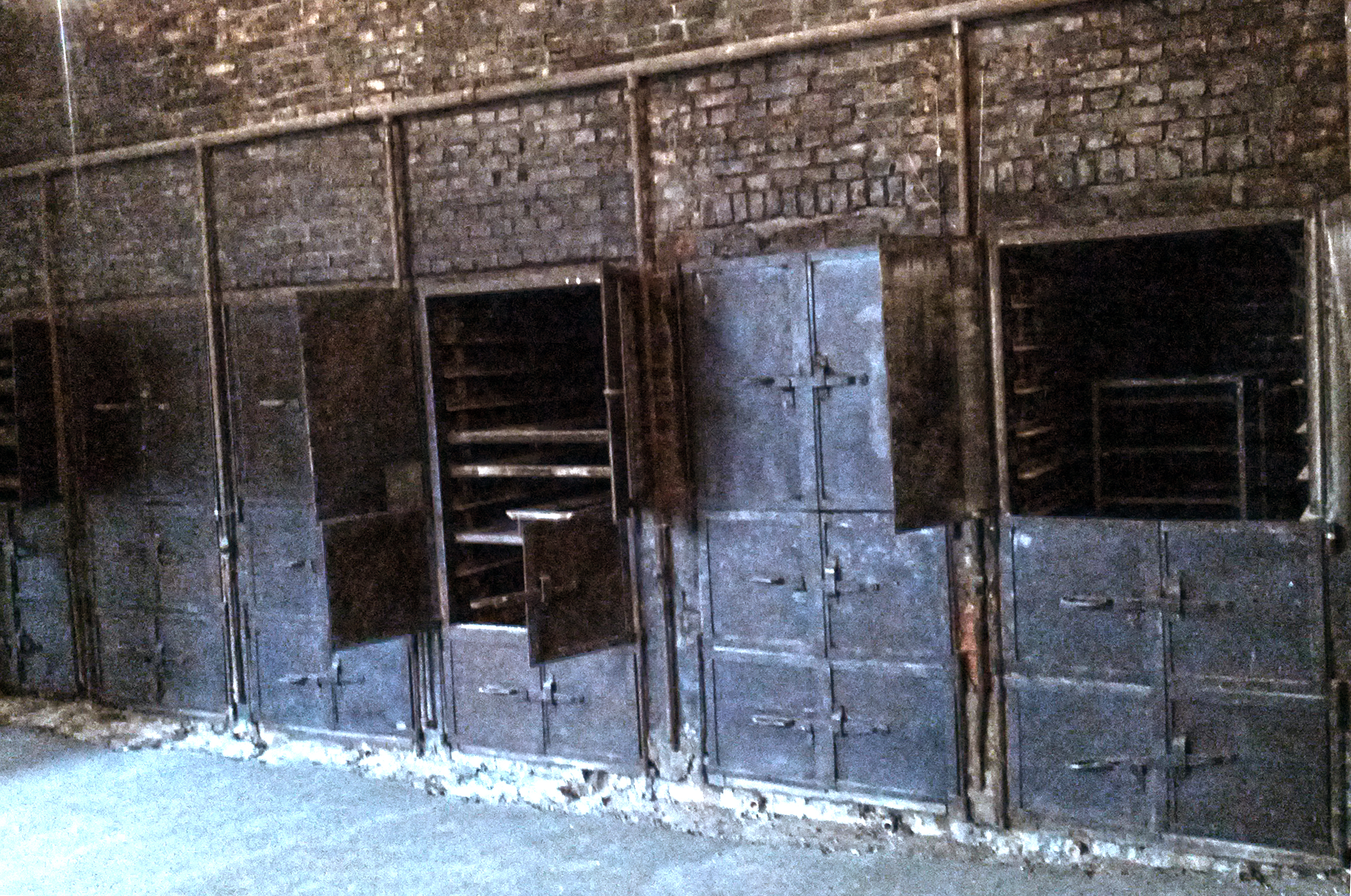
Die Altonaer Öfen
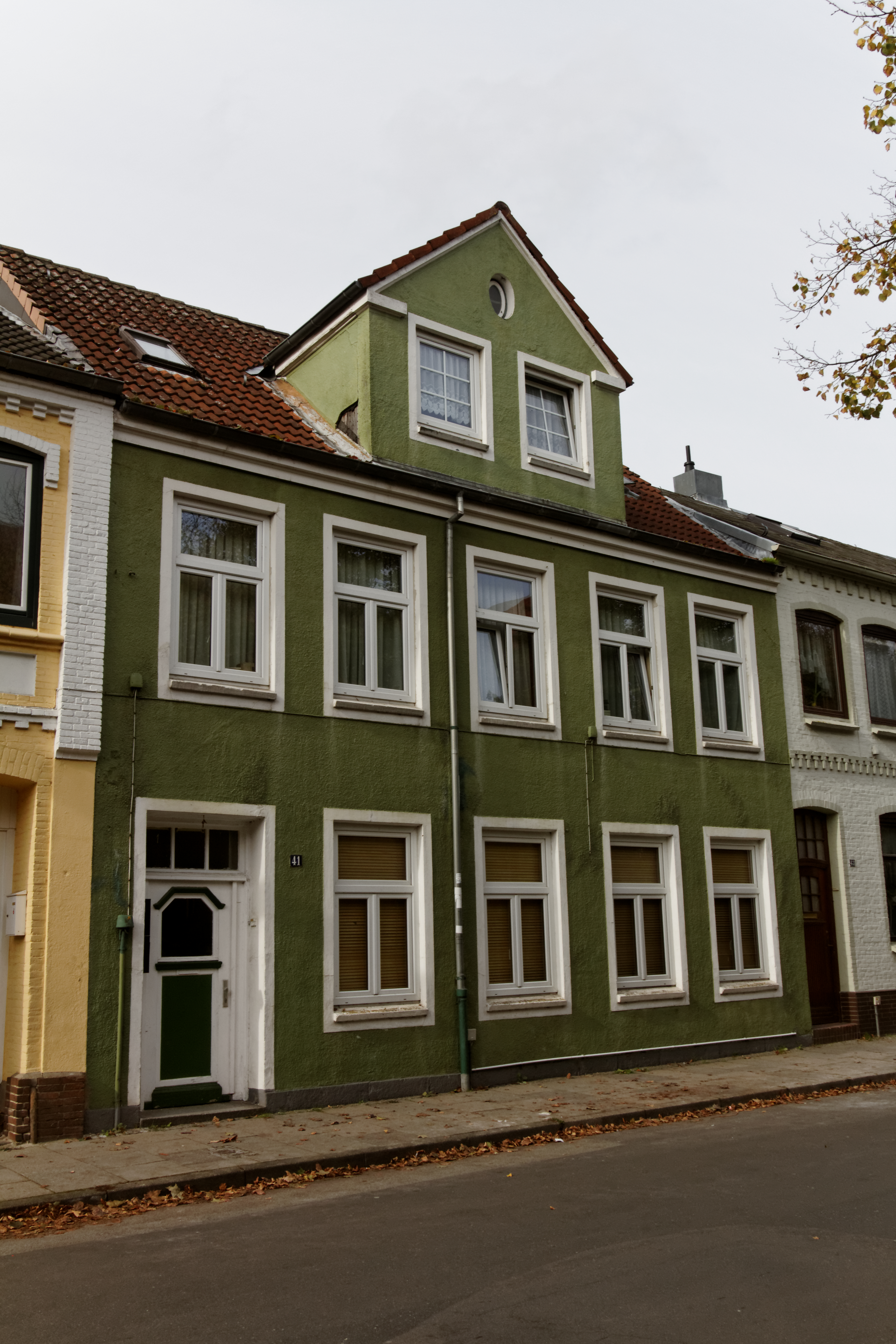
Ehemaliges Wohnhaus der Familie Hopp